# Штурмовик Бранд
«Штурмовик Бранд» нім. S.A.-Mann Brand) — пропагандистський художній фільм, знятий у нацистській Німеччині в 1933 році з метою дискредитації комуністичної партії, яка на виборах 1932 року отримала підтримку 16,9 % виборців і була заборонена після приходу до влади Адольфа Гітлера.

## Сюжет
Німеччина, кінець 1920-х — початок 1930-х років. Респектабельні німці голосують за соціал-демократів та консерваторів, а за підтримку простого народу та владу в країні боряться дві політичні сили — німецькі комуністи та націонал-соціалісти. Молодий робітник Фріц Бранд активно підтримує нацистів і вступає до організації штурмовиків. Його батьки — добродушний, але слабохарактерний батько та вольова мати — навпаки, підтримують соціал-демократів. Якось на вулиці Бранд рятує від хуліганів дівчину, яка опинилася сестрою активіста компартії.
Щоб переманити активіста на свій бік, комуністи, осередком яких керує радянський шпигун Олександр Туров, вступають у змову з буржуазією, пропонуючи господарю фабрики єврею Нойбергу звільнити Бранда з роботи. Бранд пропонує своїм соратникам-нацистам план: він вдасться, ніби перейшов на бік комуністів, і вивідає їхні плани. Поки комуністи вважають Бранда своїм, він таємно проводить у лісі заняття для гітлер'югенду і вмовляє вступити до його лав старшокласника Еріха Лонера. Але подвійну гру неможливо вести нескінченно — настає трагічна розв'язка.
Фільм завершується тріумфом нацистів на виборах 1933 року, причому з'ясовується, що за них, всупереч сімейній традиції, проголосував і батько Фріца. Олександра Турова заарештовано, Нойберг тікає в Швейцарію.

## В ролях
- Хайнц Клінгенберг — Фріц Бранд
- Віра Ліссем — Ані Бауман, його наречена
- Рольф Венкхаус — Еріх Лонер, хлопець з гітлер'югенду
- Хедда Лембах — Маргарет Лонер, мати Еріха
- Отто Верніке — батько Бранда
- Елізе Аулінгер — мати Бранда
- Фріц Грайнер — батько Анні
- Магда Олена — мати Анні
- Макс Вайднер — Олександр Туров, радянський шпигун
- Рудольф Франк — Нойберг, фабрикант-єврей

## Знімальна група
- Автори сценарію: Йозеф Дальман, Йо Штекель (комічні сцени), Курт Браун (пізніше видалений з титрів)
- Режисер: Франц Зайтц-старший

## Технічні дані
- Чорно-білий, звуковий (mono)
- Прем'єра: травень 1933 року

## Цікаві факти
- Фільм став причиною розлучення Хайнца Клінгенберга з дружиною, а штурмовик Бранд став останньою головною роллю актора в кіно.
- На постері фільму зображено форму з петлицями блакитного кольору, що вказує на належність штурмовика до Мюнхенського підрозділу СА.
- Менш ніж через рік після виходу фільму в прокат, була «Ніч довгих ножів»: за наказом Гітлера вище керівництво штурмовиків було знищено, а сама організація втратила роль провідної політичної сили Німеччини.
- У фільмі звучить пісня «Horst-Wessel-Lied», яка з 1933 року стала гімном НСДАП .